# Das Unheimliche (Film)
Das Unheimliche ist ein kanadisch-britischer Episoden-Horrorfilm von Denis Héroux aus dem Jahr 1977.

## Handlung

### Rahmenhandlung – Anfang
Der Verschwörungstheoretiker Wilbur Gray versucht dem Verleger Frank Richards sein neues Buch schmackhaft zu machen. Das Sachbuch soll anhand mehrerer Fallbeispiele zeigen, dass Katzen übernatürliche Wesen sind, die insgeheim die Menschheit kontrollieren. Der Verleger, selbst ein Katzenliebhaber, ist skeptisch und bittet den verängstigten Autor, drei Fallbeispiele zu erläutern.

### London 1912
Miss Malkin, eine sehr vermögende, alleinstehende Dame, will ihr Vermögen lieber ihren Katzen vererben, als ihrem undankbaren Neffen Michael. Doch dieser hat ein Verhältnis mit ihrem Dienstmädchen Janet. Er lässt Janet das Testament aus dem Koffer ihres Anwalts entwenden. Janet soll außerdem die einzige existente Kopie aus dem Safe stehlen und vernichten. Sie wird jedoch dabei von Miss Malkin erwischt und tötet ihre Arbeitgeberin. Doch die Katzen rächen den Tod ihrer Besitzerin. Als ihr Neffe dies bemerkt, will er das Testament ebenfalls an sich reißen, doch die Katzen töten auch ihn.

### Quebec 1975
In Québec wird die Waise Lucy von ihrer Tante Ms. Blake aufgenommen, nachdem ihre Eltern bei einem Flugzeugabsturz ums Leben gekommen waren. Im Haushalt lebt neben Mr. Blake auch ihre Kusine Angela. Sie selbst bringt ihre Katze Wellington mit, den sowohl Mrs. Blake als auch ihre Kusine hasst. Angela intrigiert gegen die Katze und sorgt dafür, dass sie eingeschläfert werden soll. Doch der Katze gelingt die Flucht vom Tierarzt. Als Lucy dies erfährt, bedient sie sich eines uralten Zauberbuches ihrer Mutter. Sie schrumpft Angela auf Mäusegröße und lässt zunächst Wellington mit ihr Fangen spielen. Anschließend tötet sie Angela, indem sie auf sie tritt.

### Hollywood 1936
Der Schauspieler Valentine De'ath lässt am Rande eines Filmdrehs eine Pendelklinge (wie bei Die Grube und das Pendel) durch eine echte Klinge ersetzen, um seine Frau loszuwerden. Stattdessen stellt er seine neue Liebe Edina als neue Schauspielerin vor. Die beiden beginnen ihr neues Leben, doch ihnen ist noch die Katze seiner getöteten Frau im Weg. Als Edina bei einer Szene mit einer Eisernen Jungfrau nicht gut genug schreit, beschließt Valentine, sie zu fordern. Er übt mit ihr am Filmset und lässt die Gefahr real werden. Dazu muss er jedoch einen Schalter genau in der richtigen Position halten. Dabei stört ihn die Katze und er tötet versehentlich Edina.

### Rahmenhandlung – Ende
Frank Richards ist nicht überzeugt, behält jedoch seine Akten, um es weiter zu überprüfen. Als Wilbur nach Hause geht, wird er von Katzen verfolgt und getötet. Die Katze des Verlegers hypnotisiert Frank und lässt ihn die Akten verbrennen.

## Hintergrund
Der Film entstand unter Mitwirkung von Milton Subotsky, der sich vorher von Amicus Productions getrennt hatte und eine Reihe ähnlicher Filme drehte.
In Deutschland erlebte der Film seine Erstausstrahlung erst 2008, als 30 Jahre nach Erstveröffentlichung, über das Label e-m-s new media als DVD-Premiere. 2023 folgte eine Version auf Blu-ray Disc.

## Kritiken
Die Synchronisation der Erstveröffentlichung wurde von verschiedenen Kritikern bemängelt.
Das Lexikon des internationalen Films schrieb: „Der Film lässt in den in verschiedenen Epochen angesiedelten Episoden trotz einiger Schocksequenzen aufgrund seiner holprigen Dramaturgie den Schauer weitgehend vermissen. Gruselig an dem merklich in die Jahre gekommenen Horrorfilm ist vor allem die deutsche Synchronisation.“
Frank Trebbin bezeichnete den Film in seiner Review-Ecke im Splatting Image als ein Film der „nicht gerade zur ersten Garde des britischen Horrorkinos“ gehöre und deshalb „mit seinen überspitzten Schocks und der aufdringlichen Musik etwas altmodisch“ wirke. Dennoch lasse er „unheimliche Gefühle an das gute alte Horrorkino von Hammer und Konsorten wachwerden.“
Auf Handlemedown.de schrieb der Rezensent: „Das Vorhandensein des englischen Originaltons und die liebevolle Gestaltung stimmen versöhnlich, mehr als beinharte Fans des britischen Gruselfilms wird der Titel allerdings kaum ansprechen. Denn die Idee der magischen Aura um die Katzenspezies war bereits zur Produktionszeit des Streifens reichlich betagt. Eine beständige Atmosphäre will sich also nicht einstellen. Zwar agieren die namhaften Enden der Besetzung mit standesgemäßer und darum unterhaltender Ernsthaftigkeit, eine gehobene Klasse mag sich aber zu keiner Zeit einstellen.“
Michael Masloh bezeichnete den Film „nicht nur [als] perfekte[n] Film für Sozialpädagoginnen mit Katzenfimmel, die auf Horror stehen, nein auch Freunde der Serie Tales from the Crypt werden ihren Spaß an den Filmchen haben. Der Streifen hat zwar etwas Fernsehcharakter, deshalb floppte er auch vielleicht seinerzeit an den Kinokassen, trotzdem ist er eine gute und abwechslungsreiche Sonntagnachmittags-Unterhaltung.“